# الفقر في ألمانيا

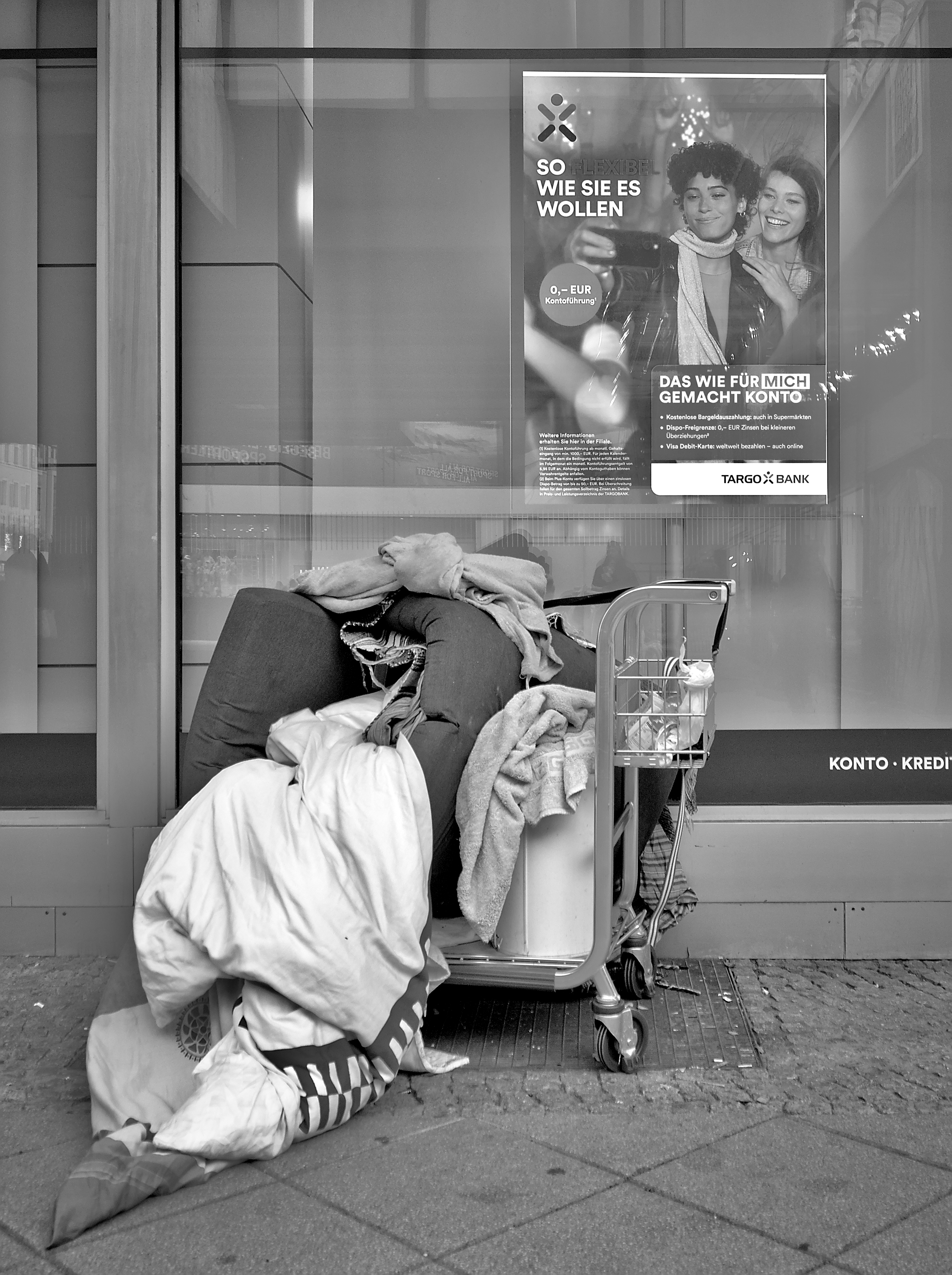
الفقر في ألمانيا

يشير مصطلح الفقر في ألمانيا إلى الأشخاص الذين يعيشون في فقر نسبي في ألمانيا.
خلال العقود الماضية، تزايد عدد الأشخاص الذين يعيشون في فقر. من المرجح أن يكون الأطفال فقراء أكثر من البالغين. كانت هناك زيادة كبيرة في عدد الأطفال الفقراء. في عام 1965 عاش طفل واحد فقط من بين كل 75 طفلًا على الرعاية الاجتماعية، وفي عام 2007 عاش طفل من بين كل ستة أطفال على الرعاية الاجتماعية.
تختلف معدلات الفقر من ولاية إلى أخرى. بينما في عام 2005 في ولايات مثل بافاريا، كان 6.6% فقط من الأطفال و 3.9% من جميع المواطنين فقراء، في برلين حصل 15.2% من السكان و 30.7% من الأطفال على مدفوعات الرعاية الاجتماعية.
طالبت منظمة مساعدة الأطفال الألمانية، وهي منظمة ترعى الأطفال المحتاجين، الحكومة بفعل شيء حيال مشكلة الفقر.
اعتبارًا من عام 2015، بلغ الفقر في ألمانيا أعلى مستوياته منذ إعادة توحيد ألمانيا (1990). يصنف الآن حوالي 12.5 مليون ألماني على أنهم فقراء.

## الإحصائيات
| الولاية               | الأطفال في قوائم الرعاية الاجتماعية (النسبة المئوية لجميع الأطفال، في عام 2015) | الأشخاص في قوائم الرعاية الاجتماعية (النسبة المئوية لجميع الأشخاص، في عام 2015) |
| بافاريا               | 6.6%                                                                            | 3.9%                                                                            |
| بادن فورتيمبرغ        | 7.2%                                                                            | 4.1%                                                                            |
| راينلاند بالاتينات    | 9.9%                                                                            | 5.5%                                                                            |
| هيسي                  | 12.5%                                                                           | %6.5                                                                            |
| سكسونيا السفلى        | 13.5%                                                                           | 7.6%                                                                            |
| شمال الراين-فيستفاليا | 14%                                                                             | 8.1%                                                                            |
| سارلاند               | 14%                                                                             | 7.4%                                                                            |
| شليسفيغ-هولشتاين      | 14%                                                                             | 8.2%                                                                            |
| هامبورغ               | 20.8%                                                                           | 10.6%                                                                           |
| تورينغن               | 20.8%                                                                           | 10.4%                                                                           |
| براندنبرغ             | 21.5%                                                                           | 12%                                                                             |
| سكسونيا               | 22.8%                                                                           | 11.8%                                                                           |
| مكلنبورغ فورمبرن      | 27.8%                                                                           | 14.9%                                                                           |
| سكسونيا أنهالت        | 27.9%                                                                           | 14.2%                                                                           |
| بريمن                 | 28.1%                                                                           | 13.1%                                                                           |
| برلين                 | 30.7%                                                                           | 15.2%                                                                           |
| [ 4 ] [ 5 ]           |                                                                                 |                                                                                 |

## الفقر في فترة ما بعد الحرب
خلال فترة ما بعد الحرب، وجد عدد من الباحثين أنه (على الرغم من سنوات الثراء المتزايد) ظل العديد من الألمان الغربيين يعيشون في فقر. في عام 1972، قدرت دراسة أجراها إس بي إي إس أن ما بين مليون و 1.5 مليون شخص (أكثر من 2 % من السكان) يعيشون تحت خط الفقر في الولاية. في عام 1975، قدر تقرير عن الفقر نشره سياسي من الاتحاد الديمقراطي المسيحي يدعى هاينر غايسلر أن 5.8 مليون شخص يعيشون دون مستويات المساعدة العامة. وكما جاء في الجملة الافتتاحية من التقرير:
«الفقر، وهو موضوع قديم منذ موت الفكر، هو واقع قمعي لملايين الناس».
كما قدر التقرير أن أسر العمال والموظفين تشكل أكثر من 40% من الأسر الفقيرة، ما يدل على أن الأجور المنخفضة هي سبب رئيسي للفقر.
وجدت دراسة أجراها فرانك كلانبرج من إس بي إي إس أنه إذا أعيد تعريف خط الفقر ليشمل بدلًا لتكاليف الإسكان بناءً على المعايير الدنيا الموصى بها لمساحة الإسكان ومتوسط الإيجار في الإسكان المدعوم اجتماعيًا، فإن نسبة الأسر الألمانية الغربية التي تعيش أدنى ذلك الخط كان الحد الأدنى في عام 1969 قد ارتفع من 1% إلى 3% وتلك التي تقل عن 150% من الحد الأدنى من 10% إلى 16%.
وفقًا لدراسة أخرى، يعيش 2% من الأسر في ألمانيا الغربية في فقر مدقع (يُعرف بـ 40% من متوسط مستويات المعيشة)، وأكثر من 7% يعيشون في فقر معتدل (نصف متوسط مستويات المعيشة) و 16% يعيشون في فقر معتدل (يُعرف بأنه 60% من متوسط مستويات المعيشة). استخلصت دراسة أجراها برنامج المفوضية الأوروبية للفقر رقمًا لعام 1973 بنسبة 6.6%، باستخدام خط فقر بنسبة 50% من الدخل الشخصي المتاح.